# Radnice v Čechticích
Radnice v Čechticích čp. 56 na Náměstí Dr. Tyrše je památkově chráněna od roku 1994.
Budova radnice na západní straně svažitého podlouhlého náměstí byla postavena v roce 1606, vyhořela roku 1826. Znovu byla postavena podle plánu stavitele Krchana z Kutné Hory v roce 1856 a koncem 19. století upravena.

## Architektura budovy
Radnice je jednopatrový objekt obdélníkového půdorysu s jednoduchými fasádami. Pětiosé hlavní průčelí s klenutým průjezdem a prostředním vstupem je orientované do náměstí. Ve vstupní vnitřní chodbě je po levé straně dvoudílné schodiště. Jádro částečně podsklepené budovy je snad původně barokní. Přestavby v 19. století byly dosti podstatné, poslední v roce 1892. V levé části býval kupecký krám, v pravé výčep piva a lihovin, ve dvorním křídle bývaly byty. Na střeše je věžička s hodinami. Nejnovější adaptace je z roku 1978.

## Využití budovy
Radniční úřední místnosti se opakovaně několikrát přemisťovaly. Původně byly v prvním poschodí, před úpravou koncem 19. století se přestěhovaly do přízemí, v roce 1945 zpět do patra, kde jsou dodnes.